# Evangelista Torricelli

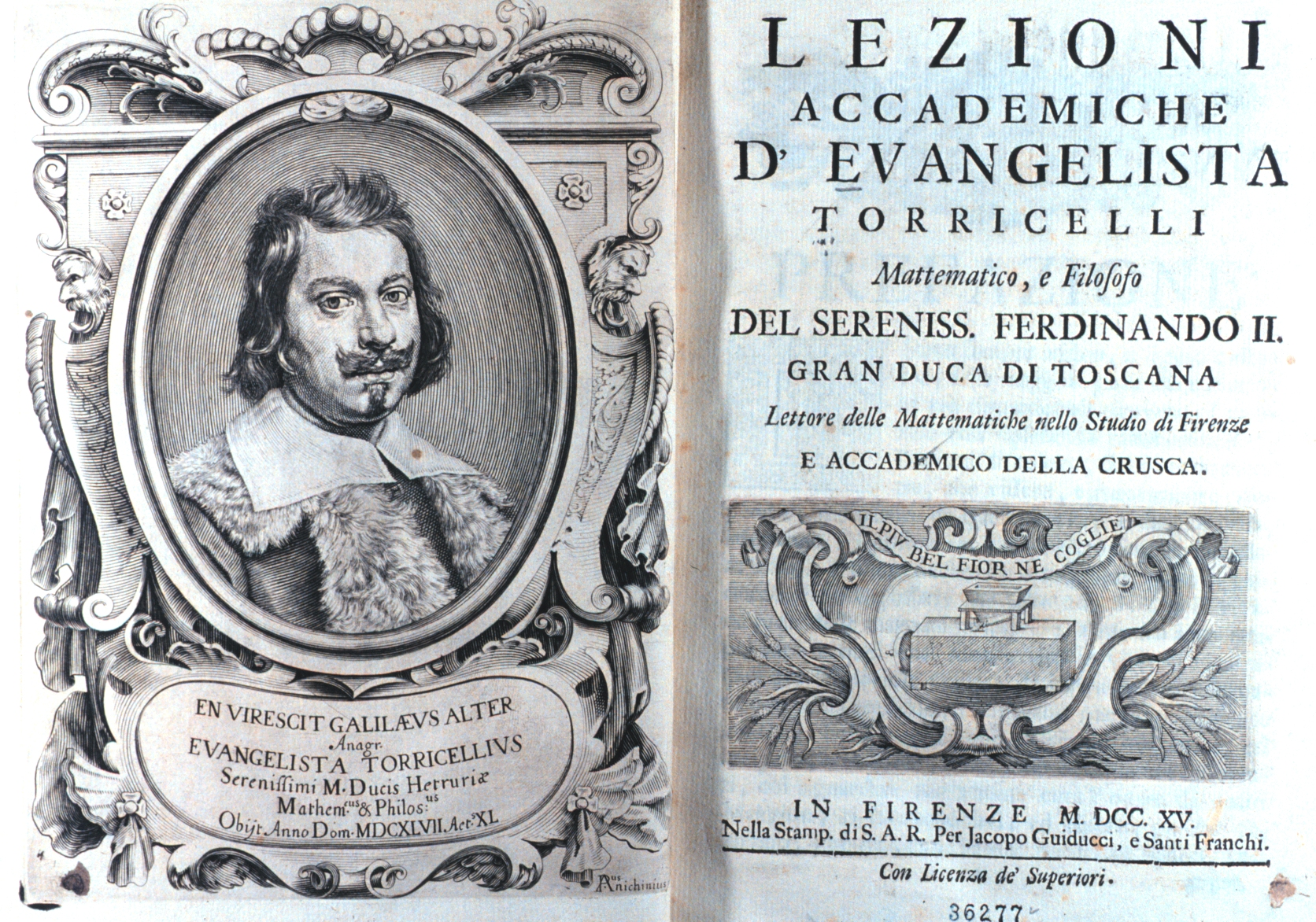
"EN VIRESCIT GALILÆVS ALTER Anagr. EVANGELISTA TORRICELLIVS Sereniſſimi M. Ducis Hetruriæ Mathem.^{cus} & Philos:^{us} Obijt Anno Dom. MDCXLVII Aet.^{s} XL" Evangelista Torricellius afgebeeld op de voorpagina van Lezioni Accademiche d'Evangelista Torricelli gedrukt in 1715

Evangelista Torricelli (Faenza, 15 oktober 1608 – Florence, 25 oktober 1647) was een Italiaanse wis- en natuurkundige. Hij is vooral bekend geworden door zijn ontdekking van het vacuüm en de barometer.
Evangelista Torricelli werd in Faenza in de Romagna van Italië geboren. Hij trad toe tot een school van de Jezuïeten, waarschijnlijk in Faenza in 1624 en studeerde er wiskunde en filosofie tot 1626. Later studeerde hij in Rome onder Benedetto Castelli, die doceerde aan de Universiteit La Sapienza, zo genoemd naar het gebouw waar het gehuisvest was. Hij leerde er wiskunde, mechanica, hydraulica en sterrenkunde, werd Castelli's secretaris en nam later de lessen voor hem waar.
Hij interesseerde zich sterk voor het nieuwe copernicaanse wereldbeeld en schreef er met Galileo Galilei over. Toen deze in 1633 onder druk kwam te staan van de Inquisitie, achtte Torricelli het wijzer zich voortaan met de veiligere wiskunde te bemoeien. Hij werkte nu voor Ciampoli en woonde waarschijnlijk in een aantal andere steden en ook in Umbrië.
In 1641 had hij het meeste werk dat hij in 1644 in zijn Opera geometrica zou publiceren al gereed en daarna begon hij aan zijn De motu gravium. Door zijn werk kwam hij opnieuw in contact met Galilei en werd voor enige maanden zijn assistent. Toen Galilei stierf, werd hij benoemd als diens opvolger als hofwiskundige van de groothertog van Toscane, Ferdinando II de' Medici.
Zijn wiskundige werk hield zich onder andere bezig met infinitesimaal, kleine grootheden in het verlengde van het werk dat Bonaventura Cavalieri en Johannes Kepler al aan deze vroege vorm van calculus hadden gedaan.
Het bekendst is hij als de uitvinder van de barometer en ontdekker van het vacuüm. Hij deed experimenten met buizen gevuld met kwik en kon laten zien dat er inderdaad zoiets als een vacuüm ontstond. Dit was in zijn tijd ronduit ongehoord, omdat Aristoteles beweerd had dat een vacuüm een logische tegenstrijdigheid inhield (zie horror vacui). Torricelli stond hiermee aan de wieg van een aantal takken van wetenschap, onder andere de meteorologie. Hij bedacht ook de wet van Torricelli over vloeistofdynamica.
De belofte om al zijn werk spoedig te publiceren, als 39-jarige op zijn sterfbed in Florence afgedwongen, werd niet ingelost en een deel van zijn werk zag pas in 1919 het daglicht.
Een inmiddels verouderde, maar nog veel gebruikte eenheid van druk is naar hem genoemd: de torr (ook: millimeter kwik).